# 과학사학회
과학사학회(History of Science Society, HSS)는 미국에서 1924년 결성한 과학사 연구 학회이다. 1924년 조지 사튼, 데이비드 유진 스미스와 로런스 조지프 헨더슨이 1912년 벨기에에서 창간한 학술지 《이시스》(Isis)의 출판을 뒷받침하기 위해 설립했다. 현재 국제적으로 3,000여 명의 회원들이 활동하며 분기 학술지 《이시스》와 연회지 《오시리스》(Osiris)를 발간하고 있으며, 이시스CB 과학사 인덱스(IsisCB: History of Science Index)를 지원하고 연례 학회를 열고 있다.

## 같이 보기
- 한국과학사학회